# Atopsyche youngi
Atopsyche youngi är en nattsländeart som beskrevs av Sykora 1991. Atopsyche youngi ingår i släktet Atopsyche och familjen Hydrobiosidae. Inga underarter finns listade i Catalogue of Life.

## Bildgalleri

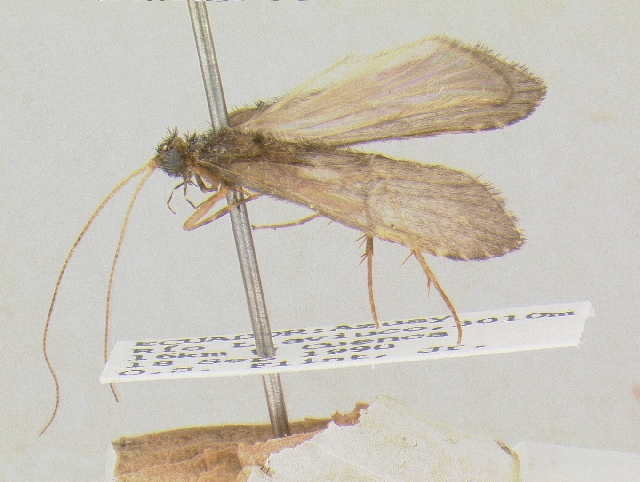